# Fußball-Ligasystem in Island
Das isländische Fußballligasystem besteht aus mehreren Ligen für Club-Fußballvereine in Island. Seit 2023 umfasst es sechs Spielklassen. 2019 waren 79 Männermannschaften und 27 Frauen-Teams in den Fußball-Ligen Islands registriert.

## Das System

### Männer-Ligen

#### Ligensystem
| Level | Liga / Spielklasse | Liga / Spielklasse | Liga / Spielklasse | Liga / Spielklasse | Liga / Spielklasse | Liga / Spielklasse | Liga / Spielklasse | Liga / Spielklasse |
| ----- | --- | --- | --- | --- | --- | --- | --- | --- |
| 1     | Herren Premier League Besta deild karla – (Islandweite Liga) 12 Teams                                                     | Herren Premier League Besta deild karla – (Islandweite Liga) 12 Teams                                                     | Herren Premier League Besta deild karla – (Islandweite Liga) 12 Teams                                                     | Herren Premier League Besta deild karla – (Islandweite Liga) 12 Teams                                                     | Herren Premier League Besta deild karla – (Islandweite Liga) 12 Teams                                                     | Herren Premier League Besta deild karla – (Islandweite Liga) 12 Teams                                                     | Herren Premier League Besta deild karla – (Islandweite Liga) 12 Teams                                                     | Herren Premier League Besta deild karla – (Islandweite Liga) 12 Teams                                                     |
|       | ↓↑ 2 Teams | | | | | | | |
| 2     | Islands 1. Männerliga (1. deild karla) Inkasso-deild karla – (Islandweite Liga) 12 Teams                                  | Islands 1. Männerliga (1. deild karla) Inkasso-deild karla – (Islandweite Liga) 12 Teams                                  | Islands 1. Männerliga (1. deild karla) Inkasso-deild karla – (Islandweite Liga) 12 Teams                                  | Islands 1. Männerliga (1. deild karla) Inkasso-deild karla – (Islandweite Liga) 12 Teams                                  | Islands 1. Männerliga (1. deild karla) Inkasso-deild karla – (Islandweite Liga) 12 Teams                                  | Islands 1. Männerliga (1. deild karla) Inkasso-deild karla – (Islandweite Liga) 12 Teams                                  | Islands 1. Männerliga (1. deild karla) Inkasso-deild karla – (Islandweite Liga) 12 Teams                                  | Islands 1. Männerliga (1. deild karla) Inkasso-deild karla – (Islandweite Liga) 12 Teams                                  |
|       | ↓↑ 2 Teams | | | | | | | |
| 3     | Islands 2. Männerliga (2. deild karla) 2. deild karla – (Islandweite Liga) 12 Teams                                       | Islands 2. Männerliga (2. deild karla) 2. deild karla – (Islandweite Liga) 12 Teams                                       | Islands 2. Männerliga (2. deild karla) 2. deild karla – (Islandweite Liga) 12 Teams                                       | Islands 2. Männerliga (2. deild karla) 2. deild karla – (Islandweite Liga) 12 Teams                                       | Islands 2. Männerliga (2. deild karla) 2. deild karla – (Islandweite Liga) 12 Teams                                       | Islands 2. Männerliga (2. deild karla) 2. deild karla – (Islandweite Liga) 12 Teams                                       | Islands 2. Männerliga (2. deild karla) 2. deild karla – (Islandweite Liga) 12 Teams                                       | Islands 2. Männerliga (2. deild karla) 2. deild karla – (Islandweite Liga) 12 Teams                                       |
|       | ↓↑ 2 Teams | | | | | | | |
| 4     | Islands 3. Männerliga (3. deild karla) 3. deild karla – (Islandweite Liga) 12 Teams                                       | Islands 3. Männerliga (3. deild karla) 3. deild karla – (Islandweite Liga) 12 Teams                                       | Islands 3. Männerliga (3. deild karla) 3. deild karla – (Islandweite Liga) 12 Teams                                       | Islands 3. Männerliga (3. deild karla) 3. deild karla – (Islandweite Liga) 12 Teams                                       | Islands 3. Männerliga (3. deild karla) 3. deild karla – (Islandweite Liga) 12 Teams                                       | Islands 3. Männerliga (3. deild karla) 3. deild karla – (Islandweite Liga) 12 Teams                                       | Islands 3. Männerliga (3. deild karla) 3. deild karla – (Islandweite Liga) 12 Teams                                       | Islands 3. Männerliga (3. deild karla) 3. deild karla – (Islandweite Liga) 12 Teams                                       |
|       | ↓↑ 2 Teams | | | | | | | |
| 5     | Islands 4. Männerliga (4. deild karla) 4. deild karla – (Islandweite Liga) 10 Teams                                       | Islands 4. Männerliga (4. deild karla) 4. deild karla – (Islandweite Liga) 10 Teams                                       | Islands 4. Männerliga (4. deild karla) 4. deild karla – (Islandweite Liga) 10 Teams                                       | Islands 4. Männerliga (4. deild karla) 4. deild karla – (Islandweite Liga) 10 Teams                                       | Islands 4. Männerliga (4. deild karla) 4. deild karla – (Islandweite Liga) 10 Teams                                       | Islands 4. Männerliga (4. deild karla) 4. deild karla – (Islandweite Liga) 10 Teams                                       | Islands 4. Männerliga (4. deild karla) 4. deild karla – (Islandweite Liga) 10 Teams                                       | Islands 4. Männerliga (4. deild karla) 4. deild karla – (Islandweite Liga) 10 Teams                                       |
|       | ↓↑ 2 Teams | | | | | | | |
| 6     | Islands 5. Männerliga (5. deild karla) 5. deild karla – (Islandweite Liga) Gruppe A mit 10 Teams und Gruppe B mit 9 Teams | Islands 5. Männerliga (5. deild karla) 5. deild karla – (Islandweite Liga) Gruppe A mit 10 Teams und Gruppe B mit 9 Teams | Islands 5. Männerliga (5. deild karla) 5. deild karla – (Islandweite Liga) Gruppe A mit 10 Teams und Gruppe B mit 9 Teams | Islands 5. Männerliga (5. deild karla) 5. deild karla – (Islandweite Liga) Gruppe A mit 10 Teams und Gruppe B mit 9 Teams | Islands 5. Männerliga (5. deild karla) 5. deild karla – (Islandweite Liga) Gruppe A mit 10 Teams und Gruppe B mit 9 Teams | Islands 5. Männerliga (5. deild karla) 5. deild karla – (Islandweite Liga) Gruppe A mit 10 Teams und Gruppe B mit 9 Teams | Islands 5. Männerliga (5. deild karla) 5. deild karla – (Islandweite Liga) Gruppe A mit 10 Teams und Gruppe B mit 9 Teams | Islands 5. Männerliga (5. deild karla) 5. deild karla – (Islandweite Liga) Gruppe A mit 10 Teams und Gruppe B mit 9 Teams |

#### Pokalwettbewerbe
Clubs aller Ligen können für den Pokal zugelassen werden.
- Bikarkeppni KSÍ (Isländischer Pokal)
- Deildabikar (Liga Pokal)
- Meistarakeppni karla (Männer Superpokal)

#### Vierte Liga-Playoffs
Nur zwei Teams steigen von der 4. deild (4. Liga, fünfthöchste Spielklasse) auf. Die beiden besten Teams jeder Gruppe spielen in einem Ko-Wettbewerb (Heim- und Auswärtsspiel), wobei das Finale ein Spiel ist, das den Meister der 4. deild bestimmt. Beide Finalisten werden in die 3. deilid (vierthöchste Spielklasse) befördert.

### Frauenligen

#### Ligensystem
| Level | Liga / Spielklasse                                                        | Liga / Spielklasse                                                        | Liga / Spielklasse                                                        | Liga / Spielklasse                                                        | Liga / Spielklasse                                                        | Liga / Spielklasse                                                        | Liga / Spielklasse                                                        | Liga / Spielklasse                                                        |
| ----- | ------------------------------------------------------------------------- | ------------------------------------------------------------------------- | ------------------------------------------------------------------------- | ------------------------------------------------------------------------- | ------------------------------------------------------------------------- | ------------------------------------------------------------------------- | ------------------------------------------------------------------------- | ------------------------------------------------------------------------- |
| 1     | Islands Frauen-Superliga Besta deild kvenna – (Islandweite Liga) 10 Teams | Islands Frauen-Superliga Besta deild kvenna – (Islandweite Liga) 10 Teams | Islands Frauen-Superliga Besta deild kvenna – (Islandweite Liga) 10 Teams | Islands Frauen-Superliga Besta deild kvenna – (Islandweite Liga) 10 Teams | Islands Frauen-Superliga Besta deild kvenna – (Islandweite Liga) 10 Teams | Islands Frauen-Superliga Besta deild kvenna – (Islandweite Liga) 10 Teams | Islands Frauen-Superliga Besta deild kvenna – (Islandweite Liga) 10 Teams | Islands Frauen-Superliga Besta deild kvenna – (Islandweite Liga) 10 Teams |
| 2     | Islands 1. Frauenliga nkasso-deild kvenna – (Islandweite Liga) 10 Teams   | Islands 1. Frauenliga nkasso-deild kvenna – (Islandweite Liga) 10 Teams   | Islands 1. Frauenliga nkasso-deild kvenna – (Islandweite Liga) 10 Teams   | Islands 1. Frauenliga nkasso-deild kvenna – (Islandweite Liga) 10 Teams   | Islands 1. Frauenliga nkasso-deild kvenna – (Islandweite Liga) 10 Teams   | Islands 1. Frauenliga nkasso-deild kvenna – (Islandweite Liga) 10 Teams   | Islands 1. Frauenliga nkasso-deild kvenna – (Islandweite Liga) 10 Teams   | Islands 1. Frauenliga nkasso-deild kvenna – (Islandweite Liga) 10 Teams   |
| 3     | Islands 2. Frauenliga 2. deild kvenna – (Islandweite Liga) 7 Teams        | Islands 2. Frauenliga 2. deild kvenna – (Islandweite Liga) 7 Teams        | Islands 2. Frauenliga 2. deild kvenna – (Islandweite Liga) 7 Teams        | Islands 2. Frauenliga 2. deild kvenna – (Islandweite Liga) 7 Teams        | Islands 2. Frauenliga 2. deild kvenna – (Islandweite Liga) 7 Teams        | Islands 2. Frauenliga 2. deild kvenna – (Islandweite Liga) 7 Teams        | Islands 2. Frauenliga 2. deild kvenna – (Islandweite Liga) 7 Teams        | Islands 2. Frauenliga 2. deild kvenna – (Islandweite Liga) 7 Teams        |

#### Pokalwettbewerbe
- Bikarkeppni KSÍ (Isländischer Pokal)
- Deildabikar (Ligapokal)
- Meistarakeppni kvenna (Frauen-Superpokal)